# Samuel Washington Woodhouse
Samuel Washington Woodhouse (27 giugno 1821 – 23 ottobre 1904) è stato un chirurgo, esploratore e naturalista statunitense.

## Biografia
Woodhouse fu il medico e naturalista della spedizione guidata dal Capitano Lorenzo Sitgreaves, da San Antonio a San Diego; scopo della spedizione era valutare l'esistenza di una strada che attraverso il fiume Zuni giungesse al Pacifico. Lo stesso Woodhouse racconterà l'impresa nel libro A Naturalist in Indian Territory: The Journal of S. W. Woodhouse, 1849-50. Il rospo di Woodhouse (Bufo woodhousii) deve a lui il nome.